# Castlerigg
Castlerigg är en år 1998 startad hedgefond i USA, som agerar också på börsen i Stockholm.
Bakom Castlerigg står fondbolaget Sandell Asset Management, grundat 1998 av Thomas Sandell. Sandell Asset Management har kontor i New York och London. 